# Saint-Romain-de-Popey
Saint-Romain-de-Popey település Franciaországban, Rhône megyében. Lakosainak száma 1703 fő (2022. január 1.). Saint-Romain-de-Popey Ancy, Bully, Sarcey, Savigny, Saint-Forgeux és Vindry-sur-Turdine községekkel határos.

## Népesség
A település népessége az elmúlt években az alábbi módon változott:
| Lakosok száma | 1444 | 1519 | 1629 | 1560 | 1567 | 1583 | 1619 | 1661 | 1703 |
|               | 2013 | 2015 | 2016 | 2017 | 2018 | 2019 | 2020 | 2021 | 2022 |